# Никерсон (тауншип, Миннесота)
Никерсон (англ. Nickerson) — тауншип в округе Пайн, Миннесота, США. На 2000 год его население составило 154 человека.

## География
По данным Бюро переписи населения США площадь тауншипа составляет 192,9 км², из которых 191,3 км² занимает суша, а 1,5 км² — вода (0,78 %).

## Демография
По данным переписи населения 2000 года здесь находились 154 человека, 60 домохозяйств и 37 семей. Плотность населения —  0,8 чел./км². На территории тауншипа расположено 117 построек со средней плотностью 0,6 построек на один квадратный километр. Расовый состав населения: 94,81 % белых, 2,60 % афроамериканцев, 0,65 % азиатов и 1,95 % приходится на две или более других рас. Испанцы или латиноамериканцы любой расы составляли 0,65 % от популяции тауншипа.
Из 60 домохозяйств в 35,0 % воспитывались дети до 18 лет, в 50,0 % проживали супружеские пары, в 6,7 % проживали незамужние женщины и в 36,7 % домохозяйств проживали несемейные люди. 35,0 % домохозяйств состояли из одного человека, при том 11,7 % из — одиноких пожилых людей старше 65 лет. Средний размер домохозяйства — 2,57, а семьи — 3,26 человека.
29,2 % населения — младше 18 лет, 6,5 % — в возрасте от 18 до 24 лет, 23,4 % — от 25 до 44, 27,3 % — от 45 до 64, и 13,6 % — старше 65 лет. Средний возраст — 40 лет. На каждые 100 женщин приходилось 116,9 мужчин. На каждые 100 женщин старше 18 приходилось 98,2 мужчин.
Средний годовой доход домохозяйства составлял 44 375 долларов, а средний годовой доход семьи —  53 125 долларов. Средний доход мужчин —  36 875  долларов, в то время как у женщин — 14 375. Доход на душу населения составил 16 350 долларов. За чертой бедности находились 5,7 % семей и 8,6 % всего населения тауншипа, из которых 11,1 % старше 65 лет.